# Kiyú
Kiyú és una localitat de l'Uruguai, ubicada al sud del departament de San José.
Es troba 66 metres sobre el nivell del mar. Té una població aproximada de 2.310 habitants.